# Großstallmeister von Frankreich
Der Großstallmeister von Frankreich (Grand Ecuyer de France) war im Ancien Régime einer der Großoffiziere der Krone Frankreichs.
Anfangs als Maitre de l’Ecurie (Stallmeister) bezeichnet wurde der Grand Écuyer um 1470 zum Großoffizier der Krone erhoben. Der erste Amtsinhaber war Alain Goyon, Herr von Villiers, Thieuville und Mesnilgarnier.
Der Grand Écuyer, allgemeine Monsieur Le Grand genannt, war für den königlichen Marstall verantwortlich. Ihm persönlich unterstand die Grande Écurie in Versailles, während sein Vertreter, der Premier Écuyer de France (Monsieur Le Premier) die Petite Écurie unter sich hatte. Zur Grande Écurie gehörten die Reitpferde und das königliche Gestüt, die Petite Écurie war eher für den Fuhrpark zuständig. Die Zuständigkeit der Großstallmeister erstreckte sich auch auf die Ausbildung des Adels in den militärischen Künsten im gesamten Königreich. Folglich durfte er bei den königlichen Zeremonien außerhalb des Palastes auch das Schwert des Königs tragen.
Von 1643 bis zur Französischen Revolution kam der Großstallmeister durchweg aus dem Haus Lothringen bzw. dessen französischer Linie, den Guisen.
Unter Napoléon Bonaparte wurde der Titel wieder eingeführt.

## Stallmeister des Königs
- 1290–1295: Roger
- 1295–1298: Pierre Gentien
- 1298–1299: Denis de Melun
- 1298–1305: Jacques Gentien
- 1299–1299: Guillebart
- 1299–1315: Gilles Granches
- 1316–1321: Guillaume Pisdoe
- 1321–1325: Jean Bataille
- 1325–1330: Gilles de Clamart
- 1330–1333: Philippe des Moustiers
- 1333–1341: Oudart des Taules
- 1341–1345: Henri de Lyenas
- 1345–1353: Guillaume de Boncourt
- 1353–1364: Guillaume le Maréchal de Champagne
- 1364–1373: Martelet du Mesnil
- 1373–1376: Trouillart de Caffort
- 1376–1397: Collart de Tanques
- 1397–1399: Robert le Borgne de Montdoucet
- 1399–1411: Philippe le Cordelier de Giresme
- 1411–1412: Jean de Kaernien
- 1412–1418: Jean Bureau de Dicy
- 1418–1419: André de Toulongeon
- 1419–1420: Pierre Frotier
- 1420–1425: Huet de Corbie
- 1425–142.: Hugues de Noé
- 142.–142.: Jean du Cigne

## Großstallmeister des Königs
- bis 1429: Jean du Vernet
- 1429–1454: Jean Poton de Xaintrailles
- 1454–1461: Tanneguy du Chastel
- 1461–1466: Jean de Garguessalle
- 1466–1470: Charles de Bigny

## Großstallmeister von Frankreich

### Im Ancien Régime
- 1470–1483: Alain Goyon, Herr von Villiers, Thieuville und Mesnilgarnier[1]
- 1483–1505: Pierre II. d‘Urfé, Herr von Urfé, La Bastie, Saint-Géran-le-Puy, Montagu und Rochefort
- 1505–1525: Galeazzo Sanseverino (Galéas de Saint-Séverin), Herr von Mehun-sur-Yèvre
- 1525–1546: Galiot de Genouillac, Herr von Assier-en-Quercy
- 1546–1570: Claude Gouffier, Herzog von Roannais, Markgraf von Boisy, Graf von Maulévrier und Caravas, Herr von Oiron
- 1570–1597: Léonor Chabot, Graf von Charny und Buzançais, Herr von Pagny
- 1597–1605: Charles de Lorraine, Markgraf, dann Herzog von Elbeuf, Graf von Harcourt, Lillebonne und Rieux
- 1605–1611: Roger II. de Saint-Lary
- 1611–1621: César-Auguste de Saint-Lary, Baron von Termes
- 1621–1639: Roger II. de Saint-Lary, 2. Mal, 1619 Herzog von Bellegarde
- 1639–1643: Henri de Coëffier de Ruzé d’Effiat, marquis de Cinq-Mars
- 1643–1658: Henri de Lorraine, Graf von Harcourt
- 1666–1718: Louis de Lorraine, Graf von Armagnac
- 1718–1752: Charles de Lorraine, Graf von Armagnac („le prince Charles“)
- 1752–1761: Louis Charles de Lorraine, Fürst von Lambesc
- 1761–1790: Charles-Eugène de Lorraine, Fürst von Lambesc; während seiner Minderjährigkeit wurde des Amt von seiner Mutter Louise Julie Constance de Brionne wahrgenommen

### In Kaiserreich und Restauration
- 1804–1814: Armand de Caulaincourt
- Im Jahr 1814 wurde das Amt wieder eingerichtet, aber nicht besetzt; die Aufgaben des Großstallmeisters wurden von einem Écuyer Commandant, 1814–1824 Guillaume Gervais Marquis de Vernon, übernommen.
- 1853–1854: Armand-Jacques-Achille Leroy de Saint-Arnaud
- 1866–1870: Émile Félix Fleury